# Tina Karol
Tina Karol (ukrainska: Тіна Кароль, egentligen Tetjana Liberman (Тетяна Ліберман)), född 25 januari 1985 i Orotukan, Magadan oblast, Ryska SFSR, Sovjetunionen), är en ukrainsk sångerska.
Tina Karols familj flyttade från östra Ryssland till Ukraina och Ivano-Frankivsk då hon var sex år gammal. Hon har examen från musikskolan och Kievs musikinstitut. Hon har deltagit i flera olika musiktävlingar, bland annat judiska sådana. Hon kom på andra plats i den rysk-lettiska festivalen New Wave.
Karol kom sjua för Ukraina med låten "Show Me Your Love" i Eurovision Song Contest 2006 i Aten.

## Diskografi

### Album
- 2006 - Show Me Your Love
- 2006 - Notjenka
- 2007 - Poljus pritjazjenija
- 2010 - 9 zjyznej